# Phillips Lee Goldsborough
Phillips Lee Goldsborough, född 6 augusti 1865 i Princess Anne, Maryland, död 22 oktober 1946 i Baltimore, var en amerikansk republikansk politiker. Han var guvernör i delstaten Maryland 1912–1916. Han representerade Maryland i USA:s senat 1929–1935.
Goldsborough studerade juridik och inledde 1886 sin karriär som advokat i Cambridge, Maryland. Han tjänstgjorde som Marylands chefsrevisor (Comptroller of Maryland) 1898–1900.
Goldsborough efterträdde 1912 Austin Lane Crothers som guvernör i Maryland. Delstaten köpte i slutet av hans mandatperiod Maryland Agricultural College som numera är University of Maryland, College Park. Han efterträddes 1916 som guvernör av Emerson Harrington.
Goldsborough besegrade den sittande senatorn William Cabell Bruce i senatsvalet 1928. Han ställde inte upp för omval i senatsvalet 1934. Han kandiderade istället i republikanernas primärval inför guvernörsvalet i Maryland 1934. Han förlorade mot Harry Nice som sedan vann själva guvernörsvalet.
Goldsborough var anglikan. Han gravsattes på Christ Episcopal Church Cemetery i Cambridge, Maryland.